# Arbacia lixula
Arbacia lixula (лат.) — вид морских ежей семейства Arbaciidae. Обитает на мелководье Атлантического океана и в Средиземном море.

## Внешний вид
Arbacia lixula — морской ёж среднего размера, отличающийся насыщенным чёрным цветом и полусферической формой. Все его иглы примерно одинакового размера (без «вторичных игл») и расположены вертикально (никогда не растрепаны в воде). Анус на верхней части окружён четырьмя пластинками, образующими анальный клапан. Ротовая поверхность почти голая, рот окружён мягкой тёмно-зеленоватой кожей.
Этот вид, называемый также «чёрным» морским ежом (не путать с чёрным морским ежом (Mesocentrotus nudus)), можно спутать с фиолетовым морским ежом Paracentrotus lividus, но последний никогда не бывает по-настоящему чёрным (хотя часто бывает очень тёмным), у него более взъерошенные иглы разной длины, он покрывает себя мусором, имеет шипы вокруг рта и не имеет анального клапана, а также не живёт открыто на скалах.

Arbacia lixula
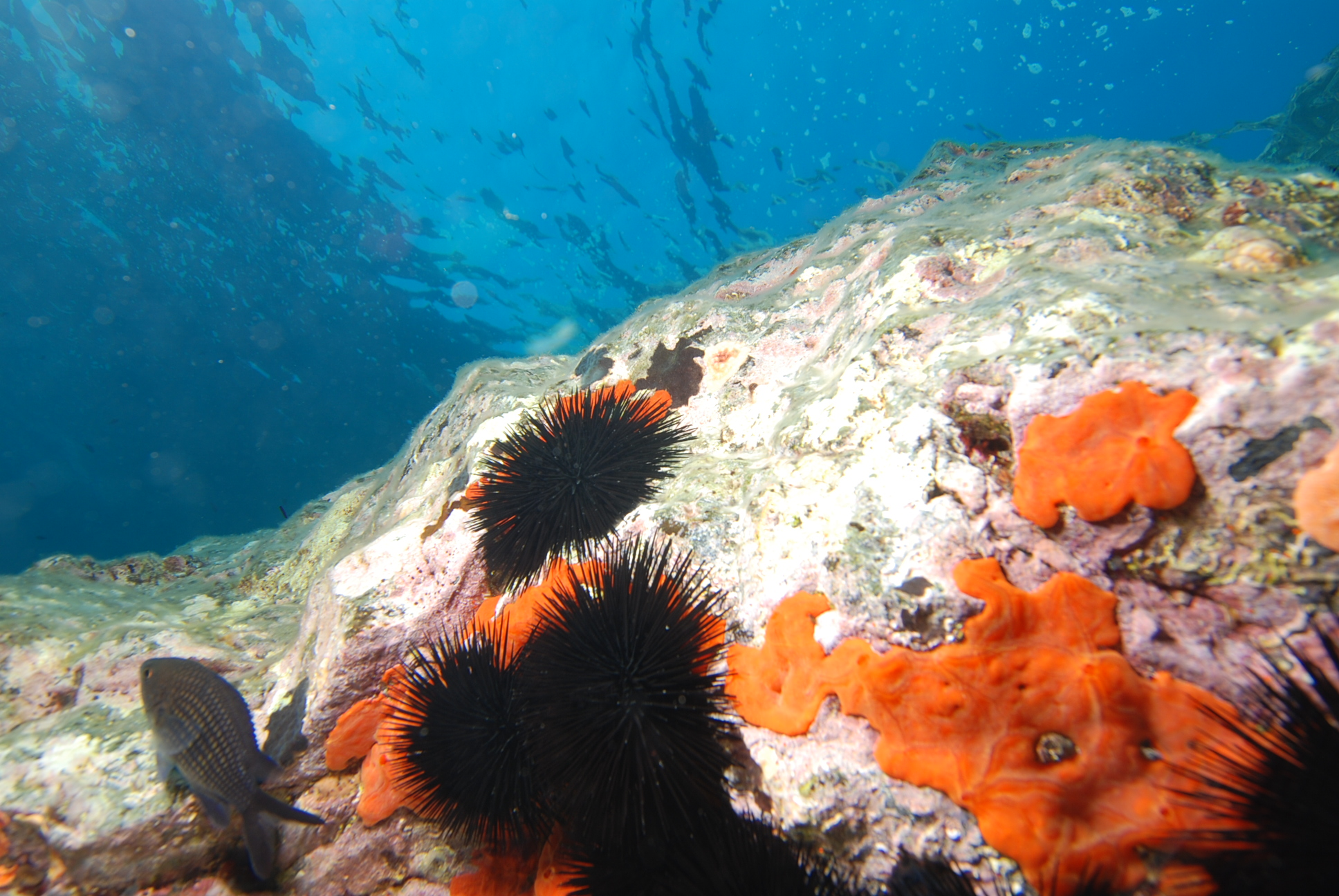
В природе
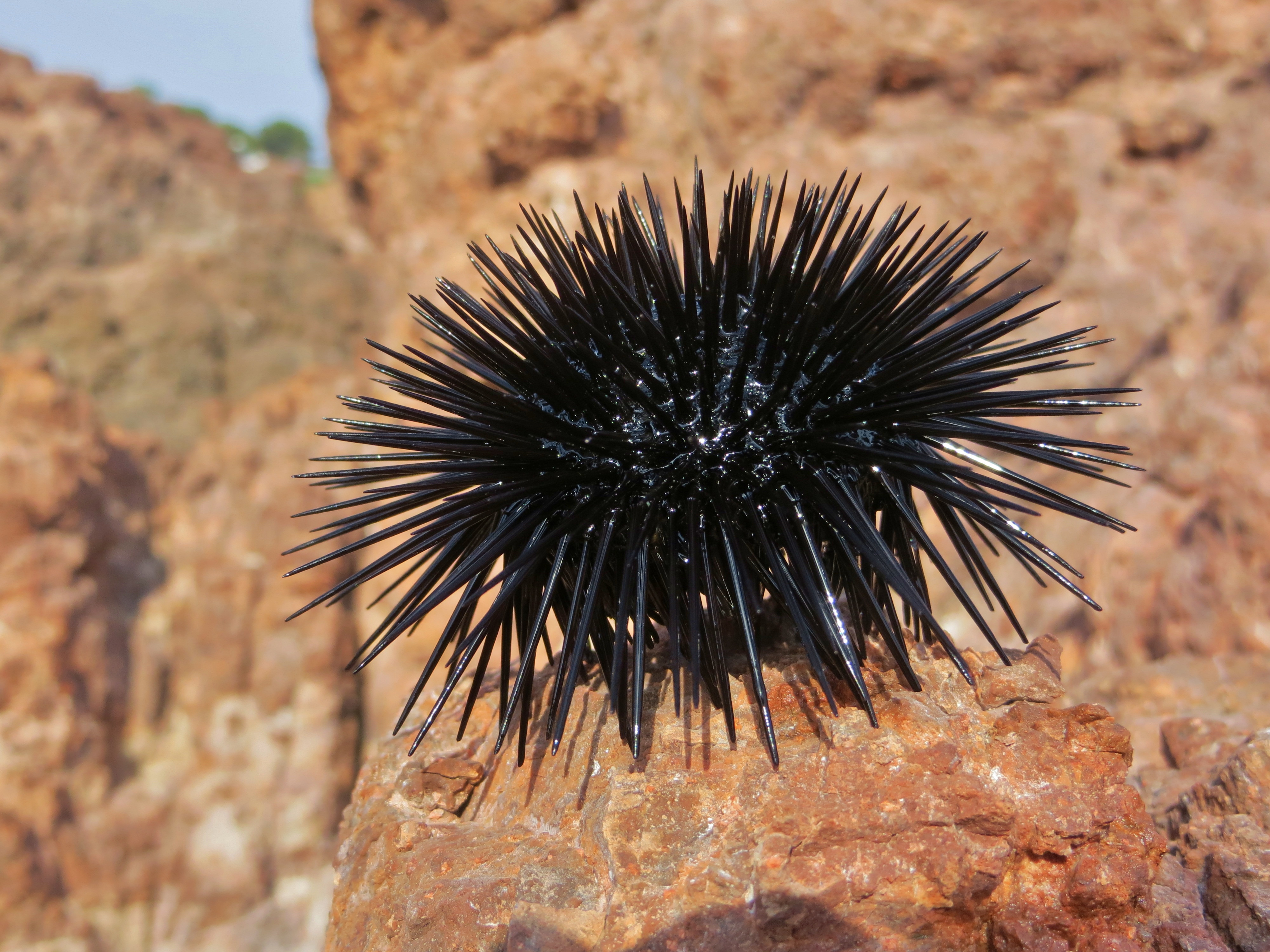
Общий вид
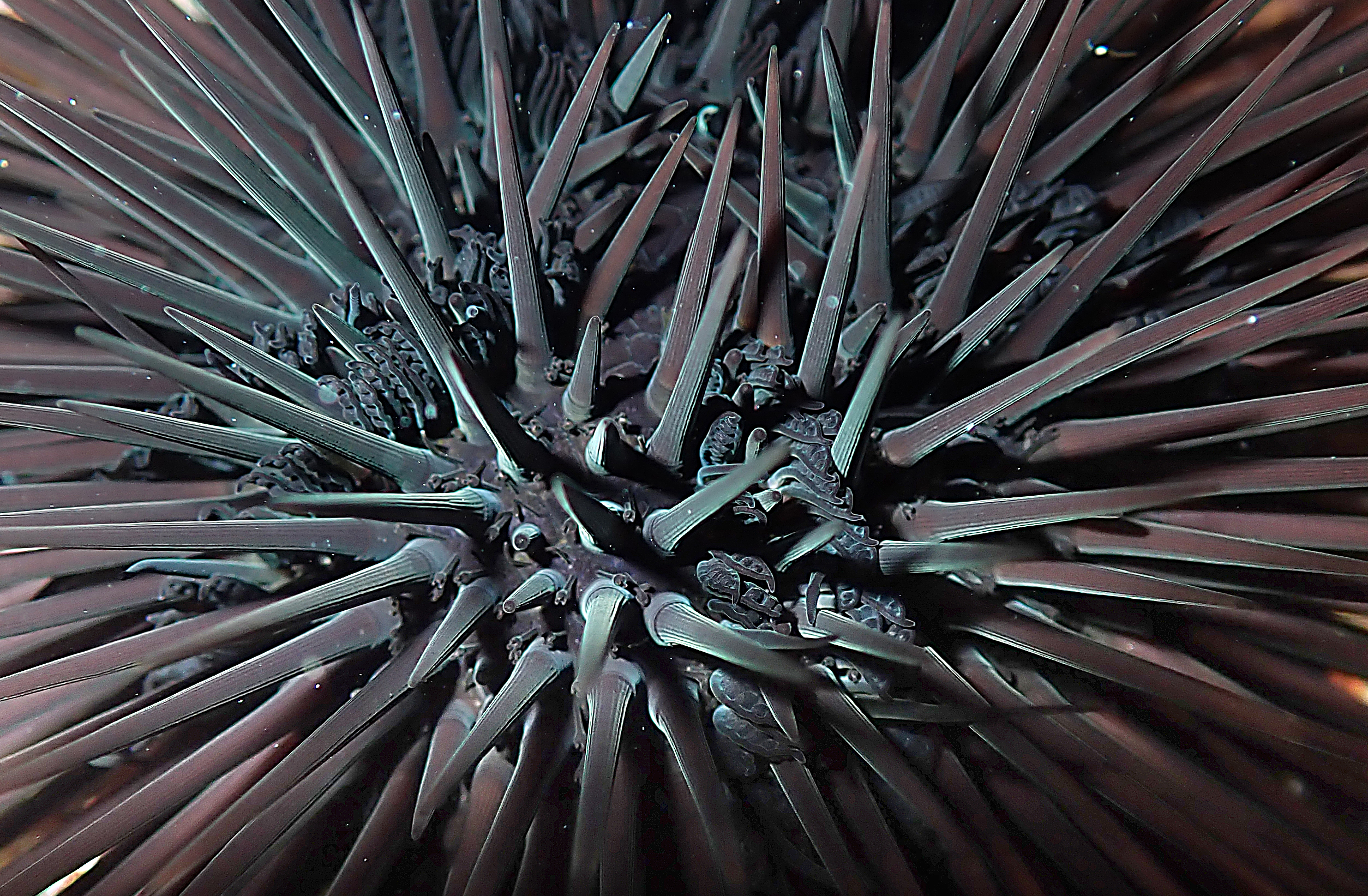
Шипы
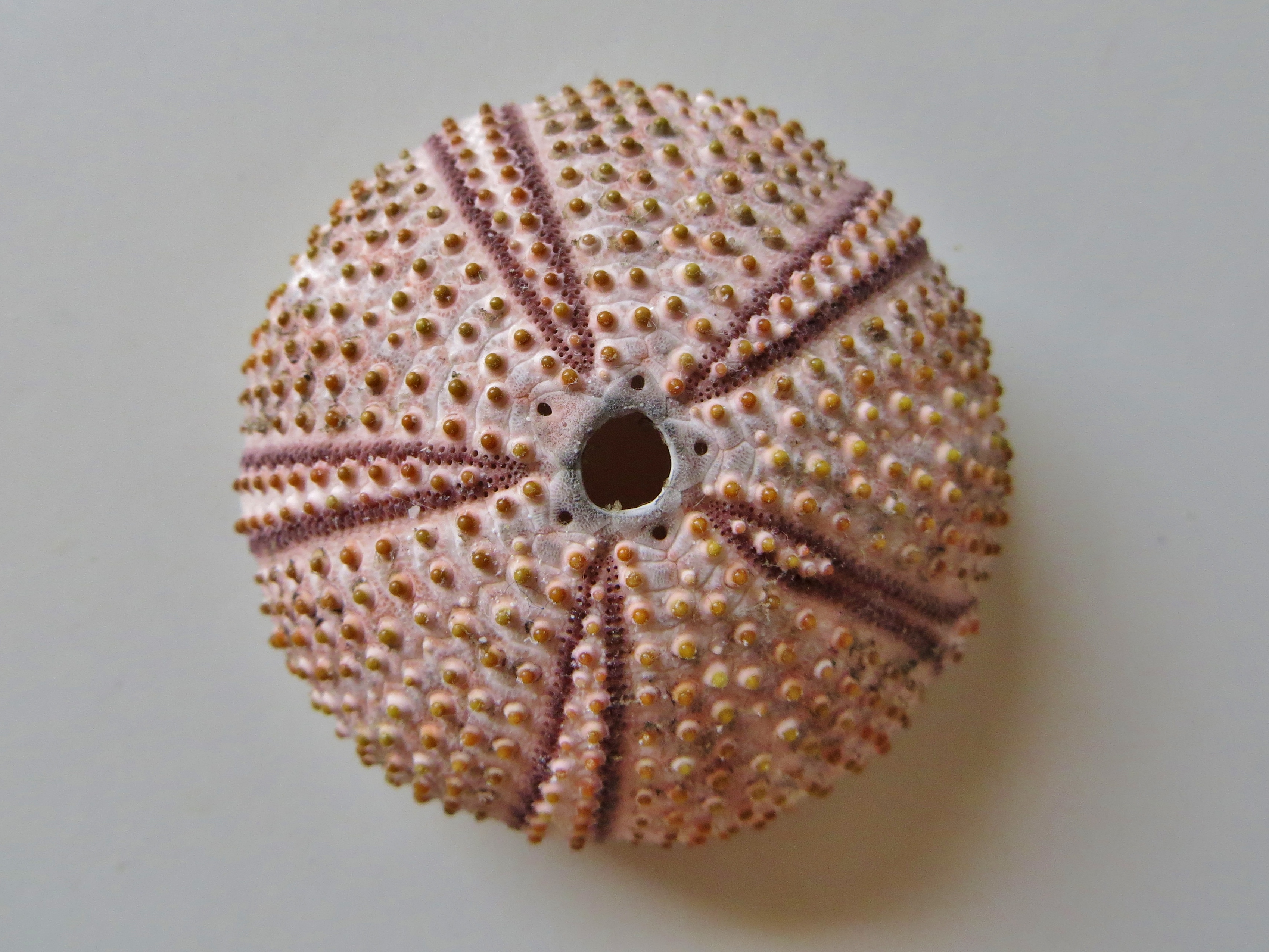
Раковина

## Распространение и местообитание

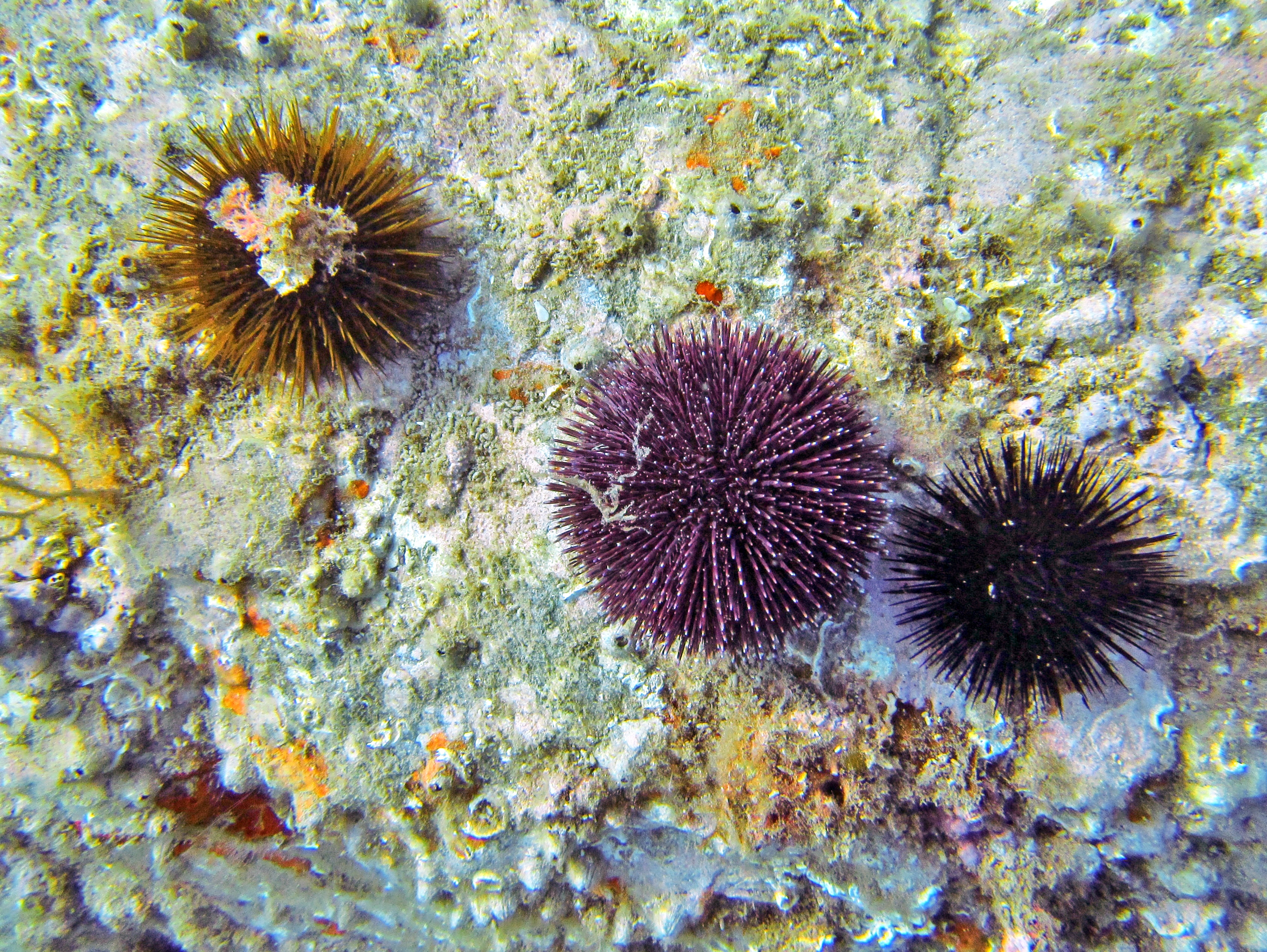
Три основных вида морских ежей Средиземного моря. Слева направо: Paracentrotus lividus («зелёный»), Sphaerechinus granularis («фиолетовый») и Arbacia lixula («чёрный»).

Этот вид встречается на побережье Средиземного моря и Макаронезии (Азорские острова, Мадейра, Канарские острова), реже — на атлантическом побережье Западной Африки и побережье Бразилии. Обитает обычно на мелководье, на глубине от 0 до 30 м, у скалистых берегов. Обладает хорошей гидродинамической устойчивостью благодаря прочному прикреплянию к скалам.

## Биология
Arbacia lixula питается преимущественно корковыми красными водорослями и мелкими нитчатыми водорослями. В морском заповеднике в Средиземном море его популяция увеличилась более чем в 10 раз с 1983 по 1992 год — с 8 до 100 особей на квадратный метр. Считается, что высокая температура морской воды благоприятствует этому виду. После того, как он был исключён из определённой зоны заповедника, плотность нитчатых водорослей увеличилась.

## Взаимодействия с человеком

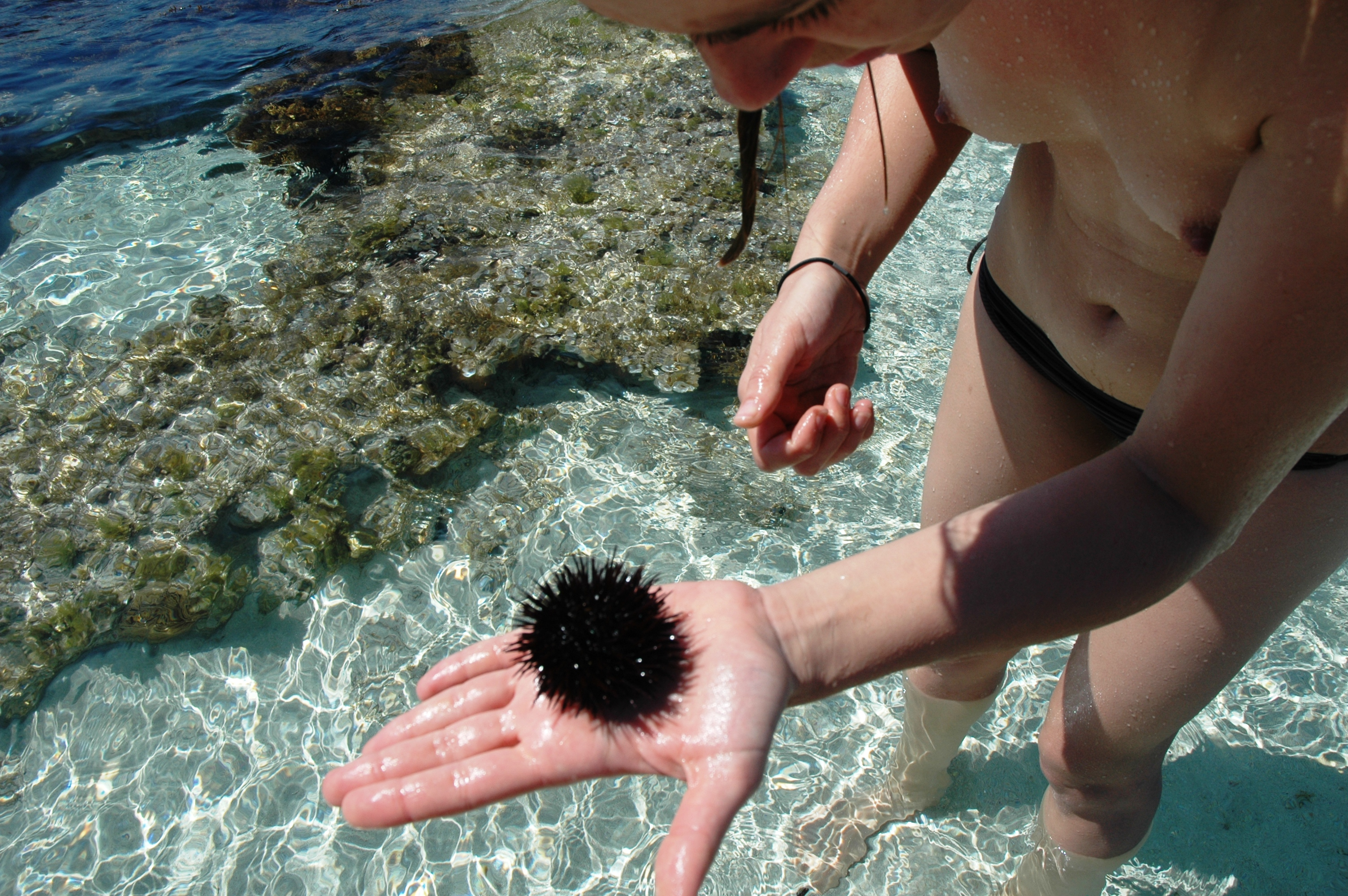
Arbacia lixula (т. н. «чёрный морской ёж») не ядовит.

Как и все морские ежи, обитающие у поверхности, «чёрный морской ёж» часто причиняет сильную боль пловцу, когда тот случайно наступает на него: его шипы, как правило, обламываются в ране, и их практически невозможно удалить полностью. Однако, Arbacia lixula не ядовит и не представляет особой опасности, если рана правильно продезинфицирована: организм растворит остатки известняка в течение нескольких недель.
С точки зрения вкуса, «чёрный морской ёж» гораздо менее ценен в супе из морских ежей, чем его родственник, «фиолетовый морской ёж» Paracentrotus lividus, из-за горького пигмента, присутствующего в его гонадах. В результате Arbacia lixula, как правило, вытесняет последнего в районах интенсивного рыболовства, в то время как он, как сообщалось, был редок в Средиземном море в конце XIX века.